# Monte Foraker
El monte Foraker es una montaña de 5.304 m en la cordillera central de Alaska, en el parque nacional de Denali, a 23 km al suroeste del monte Denali. Es el segundo pico más alto de la cordillera de Alaska, y el tercero más alto de los Estados Unidos. Se eleva casi directamente sobre el campo base estándar de Denali, en una bifurcación del glaciar Kahiltna, también cerca del monte Hunter en la cordillera de Alaska.
Su pico norte fue escalado por primera vez el 6 de agosto de 1934, y su pico sur más alto fue escalado cuatro días después, el 10 de agosto, por Charles Houston, T. Graham Brown y Chychele Waterston, a través de la cresta oeste.

## Nombre

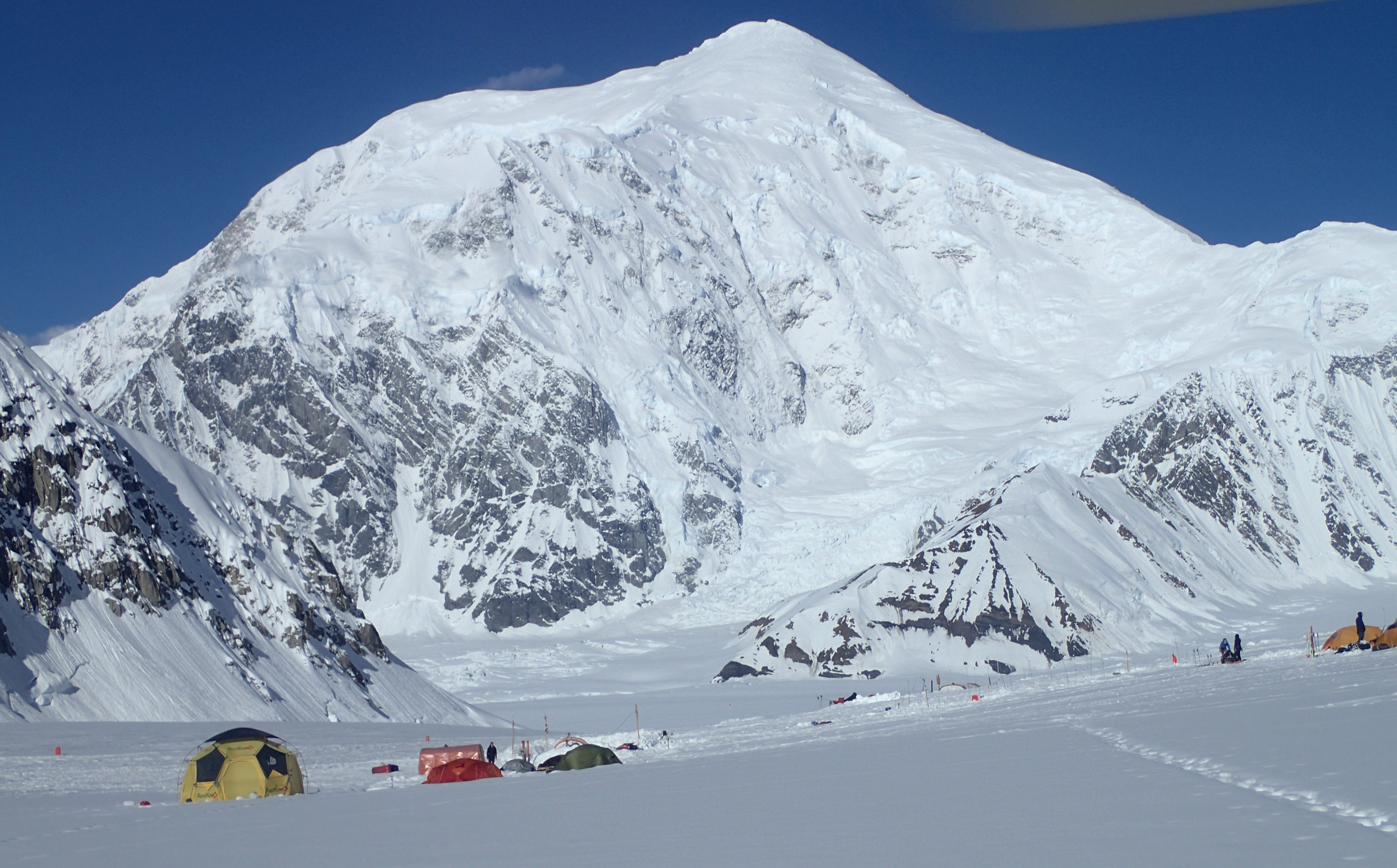
Campamento base en el monte Foraker

El monte Foraker fue nombrado en 1899 por el teniente JS Herron en honor a Joseph B. Foraker, entonces senador estadounidense en ejercicio de Ohio.
Los pueblos nativos de Denaʼina (antes Tanaina) en la zona del lago Minchumina tenían una vista amplia de las montañas y, por lo tanto, dieron nombres distintivos tanto al Foraker como al Denali. Según Hudson Stuck, los Denaʼina tenían dos nombres para el Monte Foraker: Sultana que significa "la mujer" y Menlale que significa "la esposa de Denali". Se informa de que los Denaʼina del valle del río Susitna y los Denaʼina al norte tenían el mismo nombre (Denali) para el monte Foraker que para el Denali (antes monte McKinley), y parece que los nombres no se aplicaban a picos individuales sino al macizo de Denali. La montaña, junto con el Denali, se llamaba Bolshaya Gora ("gran montaña") en ruso.[cita requerida]